# 黄胸鹀
黄胸鹀（学名：Emberiza aureola），又名金鵐、黄胆、禾花雀、黄肚囊、黄豆瓣、麦黄雀、老铁背，鵐屬鸟类，2017年列入IUCN红色目录极危物种。2004年，国际鸟盟统计欧洲有60,000至300,000只个体，构成世界种群的25%至49%；2015年再统计时则只有120至600只个体。该物种的绝灭由繁殖区西侧向整个群体迅速扩散，主要原因是迁徙路径上的捕猎，捕猎用作烹饪、装饰等非法贸易。其他原因有机械化水稻生产导致的食物稀缺、冬季栖息地质量下降、杀虫剂应用广泛。

## 分布地域
黄胸鹀分布于亚洲东部和欧洲东北部，繁殖区东抵朝鲜半岛和日本列岛、千岛群岛一线；越冬区则在南亚和东南亚，几乎覆盖整个印度半岛和大部分的南亚次大陆；在中国，本物种分布于整个中国东部地区，包括东北、华北、华中、华东各省区以及西北的部分省区均可见本物种在迁徙季节过境，亦于越冬季节见于西南和华南各省，其在中国的分布西线可抵内蒙古西部、青海、甘肃至西藏东部一线，在台湾岛和海南岛等里岛，本物种均为偶见冬候鸟，此外在新疆天山山脉附近也有黄胸鹀指名亚种的分布。另据研究，黄胸鹀的繁殖地一般在北纬50度以北而越冬地一般在北纬20度以南，分界比较明显。

## 生态环境
黄胸鹀喜欢在平原的灌丛、苇丛、农田等低矮植物构成的生境活动，常常结成较大的群，穿梭于农田苇丛之间，群的大小不一，大者逾500只以上，小群则仅有50只左右，在迁徙季节甚至可以看到上万只一起飞过的壮观场面。由于大量的非法捕捉，这种场景已不多见。

## 特征
黄胸鹀体形中等，约15厘米长，全身色彩鲜明，以黄色为主。雄鸟繁殖羽头顶、颈及背部栗红色；脸和喉部为黑色；颈下有一宽边黄色环，与黄色的胸部间有一条栗色胸带相隔；背部棕褐色有黑褐色的纵纹；胁部有栗褐色的纵纹；肩上覆羽有明显的白色横斑纹，白斑后有一道较黯淡且细的翅斑；下体鲜黄色；非繁殖期的羽色较黯淡，颊和喉部黄色，耳羽黑色且杂有白斑。
雌鸟及亚成体顶纹沙色，两侧冠纹略深；眉纹皮黄色较明显；背部颜色和纵文教雄鸟的略浅；肩上的白斑和翅斑较雄鸟的灰暗，下体黄色较黯淡。无论雌雄，腰和尾上覆羽都为栗红色；外测两对尾羽外测具楔状斑。飞行时翼上的白色斑块明显可见，配合体色，是辨识的主要特征。上喙灰色，下喙粉褐色；脚是淡褐色。

## 食物
与其他鹀属鸟类一样黄胸鹀的喙形适合咬开谷物的壳，是一种以植物性食物为主的鸟类，他们取食的食物主要为稻子、麦子。高梁、谷子等农作物，因而曾经被认为是有害农业生产的害鸟遭到捕杀，但是随着人们对自然现象的进一步认识，认为原有的以有益有害区分野生动物的二分法有较大的片面性和局限性，因而现在已经不再强调黄胸鹀所谓害鸟的身份了，另外具野外剖检的结果，黄胸鹀在繁殖季节会大量取食各种昆虫，这一习性与其他食谷鸟一致。

## 繁殖与保护

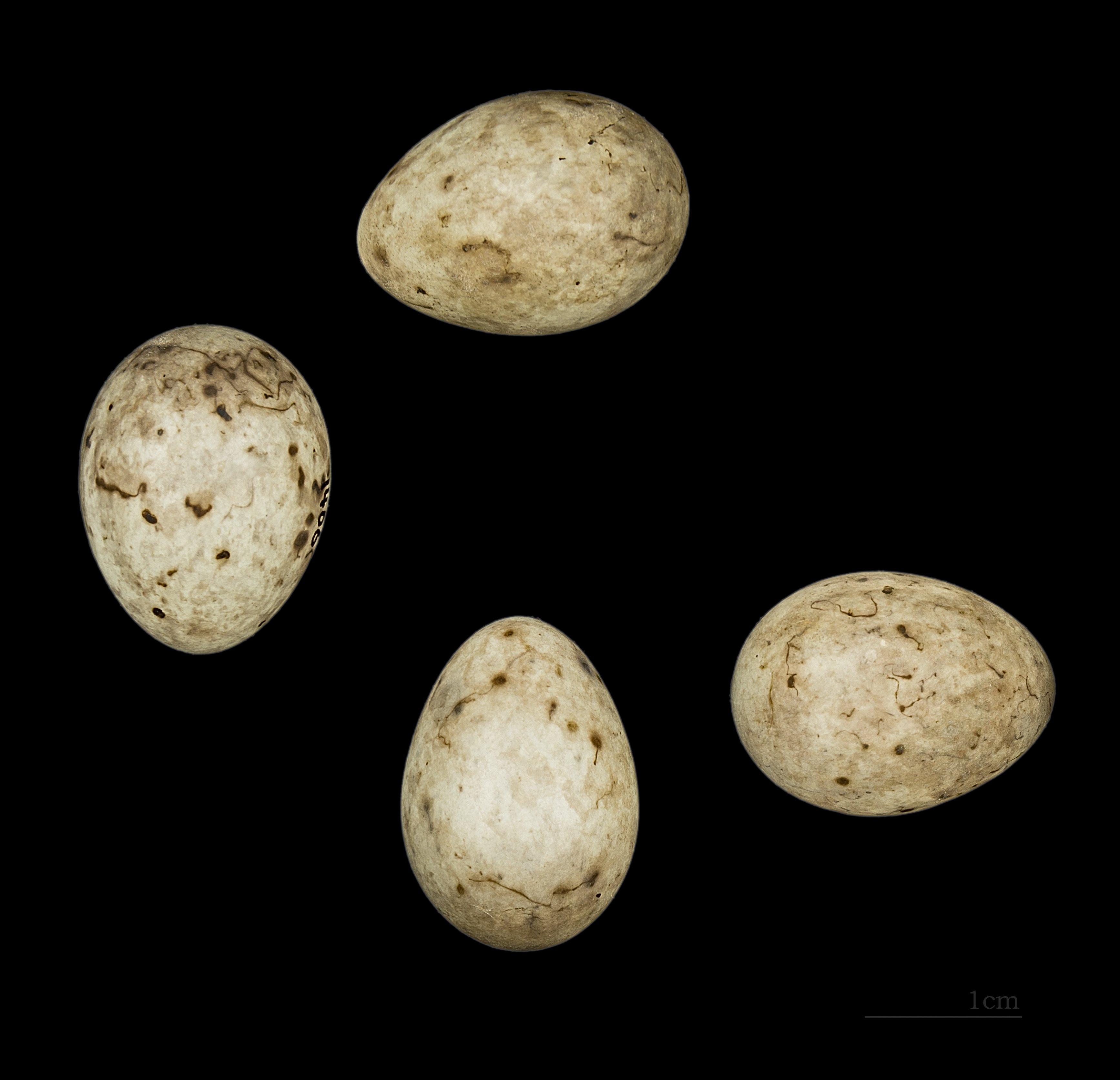
黄胸鹀的卵

黄胸鹀在每年的5－7月间繁殖，营巢与草原或接近草原的林缘地带，巢筑于草丛间，巢呈碗状，以马尾、草根、纤维等柔软材料缠绕而成，每巢产卵4－5枚，孵化期12－13天。
黄胸鹀在2004年被国际自然保护联盟列為近危，在2008年被列入易危，在2013年11月1日被列入濒危物种，2017年12月5日被列入極危，十四年内连升四级，距野外滅絕只剩一步之遙，消失速度之快不容乐观。
在中国，黄胸鹀在鸟类贸易中占有很大份额，中国南方和北方本物种进入贸易市场的形式也有着极大的差异，在中国北方，本物种作为一种宠物进入贸易市场，因其雄性外形优美叫声悦耳而受到欢迎；而在中国南方，本物种作为食品进入市场，由于中医理论认为本物种有滋补强壮的作用，因而在广东民间人们将中医理论加油添醋，错误地宣传食用以禾花雀为主要原料煲制的汤可以补肾壮阳，极大地提高男性的性能力。虽然这一说法没有得到现代药理学的实验支持，但这一传统仍然随着粤菜和广东食文化的传播而广泛传播，由于始终未能实现人工繁殖，其所需的个体均系野外捕捉。这一饮食文化给黄胸鹀带来了灭顶之灾，并造成野生黄胸鹀的种群数量大幅度下降。此外，醫師更警告食用黄胸鹀有潛在的致病危險。
2017年12月初，鑒於近年中國濫捕禾花雀情況嚴重，國際自然保育聯盟將其保育評級由「瀕危」調升至「極度瀕危」級別，更有修讀設計的學生花了十三個星期，設計了一套桌上遊戲，希望教育孩子保護這珍貴的物種。